# Jimmy Daywalt
Jimmy Daywalt, ameriški dirkač Formule 1, * 28. avgust 1924, Wabash, Indiana, ZDA, † 4. april 1966, Indianapolis, Indiana, ZDA.

## Življenjepis
Daywalt je pokojni ameriški dirkač, ki je med letoma 1953 in 1962 sodeloval na ameriški dirki Indianapolis 500, ki je med letoma 1950 in 1960 štela tudi za prvenstvo Formule 1. Najboljši rezultat je dosegel na dirki leta 1953, ko je zasedel šesto mesto. Leta 1966 je umrl za rakom.